# Захтей Андрій Романович
Захтей Андрій Романович (* 3 березня 1975, Львівська область) — український експолітв'язень. Учасник групи українських диверсантів, які за версією окупаційного правосуддя готували на Кримському півострові теракти на об’єктах туристичної та соціальної інфраструктури.

## Життєпис
Співробітники окупаційного ФСБ звинуватили Андрія в диверсійній діяльності. За версією звинувачення, Андрій, який займався у Криму приватними перевезеннями, мав зустріти начебто диверсійну групу та перевозити по півострову. Йшлося про «Рейд у Крим» під керівництвом Кирила Буданова. Його затримали у серпні 2016 в районі Армянська.
Спочатку перебував в Сімферопольському СІЗО. Потім перебував в Лефортово у Москві. Втратив 18 зубів під час катувань електрострумом співробітниками ФСБ. Пізніше був переведений у звичайну тюрму на території Криму. Під час ув'язнення зазнав жорстоких катувань
Російського громадянства, яке він отримав після того, як переїхав до Криму, Захтей був позбавлений за рішенням «суду» влітку 2017 року.
У жовтні 2022 року Андрія Захтея у виправній колонії суворого режиму N1 м. Сімферополя в окупованому Криму помістили на 10 діб «в яму» — карцер у підвалі колонії, за нібито порушення режиму.
Відсидів шість з половиною років у колонії суворого режиму і та заплатив штраф 220 тисяч рублів від дати затримання у серпні 2016 року.
Кримська правозахисна група повідомила, що 18 лютого 2023 року Державна міграційна служба України у підпорядкуванні МВС України відмовила експолітв'язню Андрію Захтею у поверненні в Україну.
Після звільнення в лютому його мали відправити до України, однак через війну цього не зробили та тримали в Центрі для іноземців у Ростовській області.
В червні 2023 року завдяки активній роботі дружини Андрія і його адвокатів, Андрія вивезли на кордон з Латвією, через яку він повернувся в Україну.

## Особисте
Потрапив в тюрму коли його доньці Олександрі було всього пів року .